# Jason Roberts

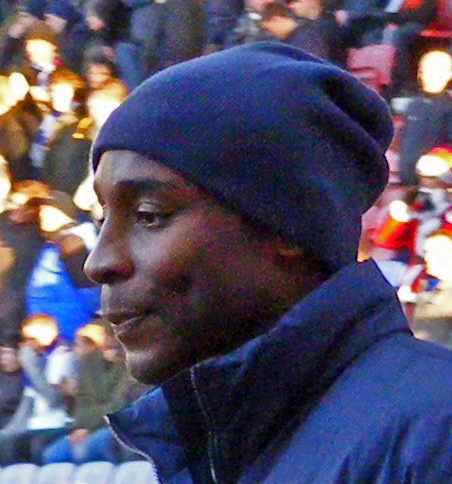
Jason Roberts (2009)

Jason Roberts, född 25 januari 1978 i Park Royal i London i England, är en före detta fotbollsspelare. Han spelade i Grenadas landslag eftersom hans far kommer från Grenada.
Han har under karriären spelat i Hayes FC, Wolverhampton Wanderers, Torquay United FC, Bristol City, Bristol Rovers, West Bromwich Albion, Portsmouth FC, Wigan Athletic FC, Blackburn Rovers FC och Reading FC.
Den 20 mars 2014 meddelande han via Twitter att karriären är över, ett beslut fattat på inrådan av läkare som en följd av en rad av skador.